# Dudley H. Powers
Dudley Powers (Moorhead (Minnesota), 25 de juny, 1911 - Bradenton (Florida), 22 de febrer, 2004), va ser un violoncel·lista, director d'orquestra i pedagog musical nord-americà.

## Biografia
En la seva joventut, Powers va formar un quartet de corda amb la seva germana Dorothy (primer violí) i els seus germans Harold (segon violí) i Arthur (viola), amb qui va actuar a la seva regió natal. De 1925 a 1928 va estudiar a la Juilliard School, després va obtenir una llicenciatura i un màster a la Northwestern University. També va prendre classes amb Emanuel Feuermann a Suïssa.
Des de 1931 va ensenyar a l'escola de música de la Northwestern University. Des de 1955 fins a la seva jubilació, l'any 1980, hi va exercir una càtedra de violoncel. Es va convertir en director del departament de corda i va tocar el violoncel al Quartet Eckstein de la universitat. Després va treballar com a professor visitant a la Universitat de South Florida a Tampa fins a 1986.
De 1930 a 1933, Powers va ser violoncel·lista a la "Little Symphony of Chicago". De 1933 a 1953 va ser membre de l'Orquestra Simfònica de Chicago. Sota la direcció de Frederick Stock va tocar inicialment a la secció de violoncel, i el 1943 va esdevenir primer violoncel·lista solista de l'orquestra amb Désiré Defauw. Com a director, va actuar amb la "Chicago Youth Orchestra" (1955), la "Skokie Valley Symphonietta" (1956), la "Fox Valley" i la "Racine Symphony" (1957). Des de 1958 va dirigir la "Youth Symphony Orchestra" del "Greater Chicago" i la "Racine Wisconsin Symphony Orchestra". Com a músic de cambra, va ser membre del "Mischakoff String Quartet" i del "Wicher-Powers-Reuter Trio" i va tocar amb la "Chamber Music Society" i el "Sheridan String Quartet".